# Thyriochlorota lassalei
Thyriochlorota lassalei är en skalbaggsart som beskrevs av Soula 2002. Thyriochlorota lassalei ingår i släktet Thyriochlorota och familjen Rutelidae. Inga underarter finns listade i Catalogue of Life.